# Santerno

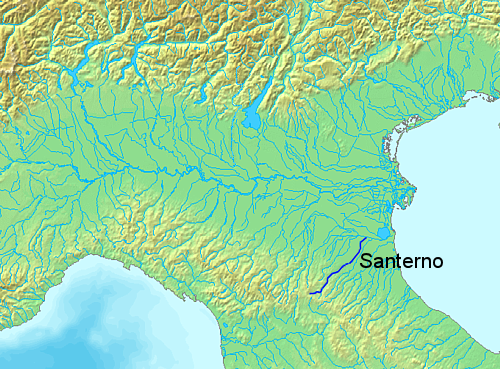
Cours du Santerno, de la crête des Apennins au Reno.

Le Santerno est une rivière de Romagne, avec sa source et ses premiers 27 km de cours en Toscane, dans la Province de Florence. Il est le plus important affluent du Reno, tant en longueur qu'en débit (moyenne à l’embouchure = 16 m3/s, minima 1 m3/s, maxima 936 m3/s). Le bassin hydrographique, sur le versant des Apennins, jusqu’au pont de la Via Emilia à Imola, est de 423 km2, dont 231 en Toscane et 192 en Romagne ; puis, avec la partie en plaine, le bassin dépasse les 700 km2.
Il naît près du col de la Futa, à 1 222 mètres, sur la crête des Apennins, dans une cuvette d'argile écailleuse au centre de laquelle se trouve Firenzuola. Le cours d'eau emprunte ensuite dans une vallée étroite et rocheuse (San Pellegrino) qui le conduit jusqu'à Castiglioncello, où est la limite entre la province de Bologne et celle de Florence. Au mont des Coniale, il reçoit à gauche son principal affluent, le torrent  Diaterna (avec un bassin de 74 km2, qui descend du col de la Raticosa ) et lui apporte environ le tiers de son débit final. D'autres affluents en rive droite sont, près de Firenzuola, le torrent Violla (avec un bassin de 14 km2), et, à San Pellegrino, le torrent Rovigo (avec un bassin de 47 km2).
Après Firenzuola le Santerno baigne Castel del Rio, où la route provinciale l'enjambe au Pont des Alidosi, construit au Moyen Âge avec la caractéristique forme en dos d'âne. La rivière baigne ensuite Fontanelice, Borgo Tossignano  et Casalfiumanese.
Successivement, sa vallée s'élargit et le Santerno débouche en plaine à Imola. Peu après il reçoit, à sa droite, le Rio Sanguinario (de 10 km de long pour un bassin de 23,5 km2).
Après Imola, le Santerno passe entre Mordano et Bagnara di Romagna, puis frôle Sant'Agata sul Santerno et finalement, en se dirigeant au nord et ensuite au nord-est, se jette dans le Reno près de Villa Pianta. Il est bordé de levées sur les derniers 32 km de plaine.
Son cours tortueux et rapide est utilisé pour les compétitions de canoë-kayak, au printemps, lorsque le débit est au moins de 35 m3/s.

## Histoire
Au temps des Romains, il était connu comme Vatrenus  (petit Reno), mais dans la « Tavola Peutingeriana » (Table de Peutinger) il est déjà nommé Santernus . On retient qu'à l’époque romaine la rivière passait à l’est de Bagnacavallo, sur le territoire de Ravenne, ce que confirme un quartier de Ravenne nommé justement Santerno (mais celui-ci se trouve aujourd'hui près du fleuve Lamone. On pense que le Santerno, après avoir traversé Imola, se divisait en deux branches, une se dirigeant au sud-est vers Ravenne et l'autre poursuivant vers le nord, jusqu'au delta du Pô.
Plusieurs fois le cours inférieur du Santerno a été artificiellement changé à des fins de bonification (drainage des terres). L'intervention la plus considérable se déroula entre le 1885 et 1888, lorsque furent éliminés les méandres près de Sant'Agate sul Santerno, qui ralentissaient le cours de la rivière, provoquant un exhaussement du lit et augmentant le risque d'inondations.
Les crues et les ruptures de digues ont été un souci constant pour les riverains. L’historien de Massa Lombarda, Luigi Quadri, rappelle que dans le siècle qui va de 1679 à 1778, le Santerno a rompu ses digues quatorze fois dans cette zone.

## Sources
- (it) Cet article est partiellement ou en totalité issu de l’article de Wikipédia en italien intitulé « Santerno » (voir la liste des auteurs).